# Исиљо
Исиљо (итал. Issiglio) је насеље у Италији у округу Торино, региону Пијемонт.
Према процени из 2011. у насељу је живело 337 становника. Насеље се налази на надморској висини од 492 м.

## Становништво
| 1936. | 1951. | 1961. | 1971. | 1981. | 1991. | 2001. | 2011. |
| ----- | ----- | ----- | ----- | ----- | ----- | ----- | ----- |
| 635   | 535   | 467   | 442   | 434   | 435   | 402   | 425   |